# Джордж Франклънд
Джордж Франклънд (на английски: George Frankland) е английски топограф, изследовател на остров Земя Ван Димен (днес Тасмания, част от Австралия).

## Биография
Роден е през 1800 година във Великобритания. През 1823 Франклънд е назначен за инспектор-топограф в Пуна, Индия. През 1827 заминава за остров Тасмания и заема поста помощник-инспектор, а от март главен инспектор-топограф на провинцията. Скоро след това започва мащабни тригонометрични измервания на острова, като едновременно с това провежда и топографски заснемания на големи части от Тасмания. През 1835 в резултата на своите измервания установява, че река Дъруент изтича от езерото Сент Клер, а в югозападната част на острова картира басейните на реките Гордън, Дъруент и Юо и открива хребета Франклънд (1083 м).
Умира на 30 декември 1838 години в Хоубарт, Австралия, на 38-годишна възраст.

## Памет
Неговото име носят:
- връх Маунт Франклънд (41°17′ ю. ш. 144°56′ и. д. / 41.283333° ю. ш. 144.933333° и. д., 443 м), в северозападната част на остров Тасмания;
- връх Франклънд (42°59′ ю. ш. 146°08′ и. д. / 42.983333° ю. ш. 146.133333° и. д., 1038 м), в централната част на остров Тасмания;
- град Франклънд (34°22′ ю. ш. 117°05′ и. д. / 34.366667° ю. ш. 117.083333° и. д.), в югозападната част на щата Западна Австралия;
- нос Франклънд (39°52′ ю. ш. 147°45′ и. д. / 39.866667° ю. ш. 147.75° и. д.), на северозападното крайбрежие на остров Флиндърс, между Австралия и Тасмания;
- река Франклънд (устие, 35°00′ ю. ш. 116°46′ и. д. / 35° ю. ш. 116.766667° и. д.), в югозападната част на щата Западна Австралия, вливаща се в Индийския океан;
- хребет Франклънд (42°59′ ю. ш. 146°09′ и. д. / 42.983333° ю. ш. 146.15° и. д., 1083 м), в централната част на остров Тасмания.